# Матц, Йозеф
Йозеф Матц (нем. Josef Matz, 8 декабря 1925 — 7 марта 2005) — австрийский хоккеист (хоккей на траве), полузащитник.

## Биография
Йозеф Матц родился 8 декабря 1925 года.
В 1952 году вошёл в состав сборной Австрии по хоккею на траве на Олимпийских играх в Хельсинки, поделившей 7-8-е места. Играл на позиции полузащитника, провёл 4 матча, забил (по имеющимся данным) 1 мяч в ворота сборной Швейцарии.
Умер 7 марта 2005 года.